# Serenakören
Serenakören är en finländsk flickkör grundad 1974 (nuvarande namn sedan 1988) av Kjerstin Sikström i anslutning till nuvarande Musikinstitutet Kungsvägen i Esbo. 
Kören erhöll första pris i Ungdomens konstevenemang 1981 och har uppnått förnämliga placeringar vid tävlingar i Kanada 1988, Budapest 1989, Tyskland 1993 och Spanien 1995; 1997 erhöll kören tre första pris i tre olika serier i körtävlingen i tävlingen Canto sul Garda (Italien) och 1998 delat första pris i IV Concorso Corale Internazionale di Musica Sacra Giovanni Pierluigi da Palestrina i Rom. År 2000 segrade kören i kategorin damkammarkörer vid körolympiaden i Linz, Österrike, och 2001 nådde kören prisplacering i en tävling i USA. Hösten 2004 övertogs ledningen av Jutta Seppinen och 2005 av Nina Kronlund. 
Serenakören har framfört originalmusik av bland andra Kaj-Erik Gustafsson, Harri Wessman och Carita Holmström samt spelat in cd-skivor.